# Сандро Сукно
Сандро Сукно (Дубровник, 30. јун 1990) бивши је хрватски ватерполиста, а садашњи ватерполо тренер. Играо је на позицији крила.
Са репрезентацијом Хрватске је освојио бронзане медаље на светским првенствима 2009. у Риму и 2011. у Шангају и златну медаљу на Европском првенству 2010. у Загребу.
Са 18 година је дебитовао за хрватску репрезентацију те је наступио на Европском првенству у Малаги 2008. Његов отац Горан Сукно је бивши југословенски и хрватски ватерполиста, а његов старији брат, Иван Сукно, такође брани боје дубровачког Југа.
20. марта 2015. у квалификацијама Светске лиге у Будви Сукно је постигао гол са звуком сирене за 12:11 и победу Хрватске над Црном Гором чиме је Хрватска задржала биланс свих победа у групи.